# Newfield (New York)
Newfield est une ville du comté de Tompkins, dans l'État de New York, aux États-Unis,. En 2010, elle compte une population de 5 322 habitants.

## Démographie
Lors du recensement de 2010, la ville comptait une population de 5 179 habitants, tandis qu'en 2016, elle est estimée à 5 322 habitants.